# Molestia molesta
Espèce
Synonymes
- Lepthyphantes molestus Tao, Li & Zhu, 1995

Molestia molesta est une espèce d'araignées aranéomorphes de la famille des Linyphiidae.

## Distribution
Cette espèce est endémique du Jilin en Chine,. Elle se rencontre dans le massif du Changbai.

## Description
La femelle holotype mesure 2,44 mm.

## Systématique et taxinomie
Cette espèce a été décrite sous le protonyme Lepthyphantes molestus par Tao, Li et Zhu en 1995. Elle est placée dans le genre Molestia par Tu, Saaristo et Li en 2006.

## Publication originale
- Tao, Li & Zhu, 1995 : « Linyphiid spiders of Changbai Mountains, China (Araneae: Linyphiidae: Linyphiinae). » Beiträge zur Araneologie, vol. 4, p. 241-288.